# 게워그

게워그(종카어: རྒེད་འོག་, gewog 또는 geog)는 구에 해당하는 부탄의 행정 구역으로, 종카그(현) 다음에 해당하는 행정 구역이며 일반적으로 여러 개의 마을이 하나의 게워그를 이룬다. 현재 부탄에는 206개 게워그가 있다.

## 같이 보기
- 부탄의 행정 구역